# 卢·里德
路易斯·艾倫·瑞德（英語：Lewis Allan Reed，1942年3月2日—2013年10月27日），暱稱為路·瑞德（Lou Reed）是一位美國搖滾樂歌手與吉他手。是地下絲絨樂團於1965到1973年間的成員之一。於1971年起離開樂團。著名歌曲包括、等。
路‧瑞德不僅是樂團主唱兼吉他手，更具重要地位的是他創作的歌詞，他的歌詞富有挑釁意味，還將屬禁忌的「雌雄同體」、「不正當性愛」、「嗑藥」等詞彙寫入歌中，因此被視為是擴大搖滾詞藻的先驅。2013年10月27日，路‧瑞德因肝臟移植手術併發症病逝紐約家中，享壽71歲。

## 外部連結
- 路·瑞德官方网站 （页面存档备份，存于）（英文）
- American Masters: Lou Reed （页面存档备份，存于）
- DM's Discographies, Lyrics, Album reviews （页面存档备份，存于）, comprehensive discography with lyrics and album reviews
- Italian Lou Reed website（页面存档备份，存于）
- Synthesisradio.net, Lou Reed podcast interview from Synthesis Magazine.
- 路·瑞德在互联网电影资料库（IMDb）上的資料（英文）
- 路·瑞德在MusicBrainz上的頁面（英文）